# Jose Pandarassery
Jose Pandarassery (ur. 18 kwietnia 1961 w Ettumanoor) – indyjski duchowny syromalabarski, biskup pomocniczy archieparchii Kottayam od 2006.

## Życiorys
Święcenia kapłańskie otrzymał 28 grudnia 1987 i został inkardynowany do archieparchii Kottayam. Był m.in. ojcem duchownym i rektorem niższego seminarium, sędzią eparchialnego trybunału, a także dyrektorem kurialnej komisji ds. powołań.
20 września 2006 papież Benedykt XVI zatwierdził jego wybór na biskupa pomocniczego Kottayam, dokonany 21 sierpnia tegoż roku, i przyznał mu biskupstwo tytularne Castellum Ripae. Chirotonii biskupiej udzielił mu 28 października 2006 abp Kuriakose Kunnacherry.